# Dubmood
Dubmood (Дабмуд, настоящее имя Калле Йоннсон / Kalle Jonnson, родился в 1985 году) — известный в демосцене шведский музыкант. Пишет модули в стиле chiptune, иногда делает треки на Atari ST. Стал известен благодаря варез- и демосцене, делая музыку для кейгенов и демок. Сейчас состоит в группе Razor 1911. В 2015 году написал композицию Richard для видеоигры Hotline Miami 2: Wrong Number.